# Ministero degli affari esteri (Ucraina)
Il Ministero degli affari esteri (in ucraino Міністерство закордонних справ України, МЗС?, Ministerstvo zakordonnyk sprav Ukraïny, MZS) è un dicastero del governo ucraino deputato alla gestione della politica estera dell'Ucraina.
Il ministro è Andrij Sybiha, in carica dal 5 settembre 2024. Il vice ministro è Andrij Mel'nyk, in carica dal novembre 2022.

## Funzioni
Le funzioni del Ministero sono regolate dalla risoluzione del gabinetto dell'Ucraina n° 960 del 12 luglio 2006 e sono:
- la partecipazione nell'assicurare gli interessi nazionali e la sicurezza dell'Ucraina mantenendo una cooperazione pacifica e reciprocamente vantaggiosa con i membri della comunità internazionale;
- promuovere la stabilità della posizione internazionale dell'Ucraina, accrescerne il prestigio internazionale e diffondere nel mondo un'immagine dell'Ucraina quale partner affidabile e prevedibile;
- la creazione di condizioni esterne favorevoli per rafforzare l'indipendenza, la sovranità statale, l'indipendenza economica e la conservazione dell'integrità territoriale dell'Ucraina;
- garantire l'integrità e la coerenza della politica estera ucraina conformemente ai poteri concessi;
- la protezione dei diritti e degli interessi dei cittadini e delle persone giuridiche dell'Ucraina all'estero;
- promuovere lo sviluppo delle relazioni con le comunità ucraine straniere e fornire supporto e protezione a quest'ultime in conformità con le norme del diritto internazionale e la legislazione vigente dell'Ucraina.

## Storia
Con la proclamazione del Secondo Universale da parte della Central'na Rada il 16 luglio 1917 e la conseguente istituzione del Segretariato generale dell'Ucraina nacque il Segretariato delle nazionalità, poi ridenominato nel 1918 in Segretariato degli affari esteri, che costituì il primo dipartimento dedicato alla politica estera ucraina; il primo segretario fu Serhij Jefremov.

## Organizzazione
Il dicastero è retto da un ministro che insieme al Ministro della difesa, contrariamente a quanto avviene per gran parte del gabinetto dei ministri, viene proposto dal Presidente dell'Ucraina piuttosto che dal Primo ministro e la sua nomina viene votata dalla Verchovna Rada separatamente rispetto al voto di fiducia per il resto del governo.

## Ministri

### Ministri degli affari esteri dell'Ucraina (dal 1991)
- Anatolij Zlenko (24 agosto 1991 - 25 agosto 1994)
- Hennadij Udovenko (5 agosto 1994 - 17 aprile 1998)
- Borys Tarasjuk (17 aprile 1998 - 29 settembre 2000)
- Anatolij Zlenko (2 ottobre 2000 - 2 settembre 2003)
- Konstjantyn Hryščenko (2 settembre 2003 - 3 febbraio 2005)
- Borys Tarasjuk (4 febbraio 2005 - 30 gennaio 2007)
- Volodymyr Ohryzko (31 gennaio 2007 - 21 marzo 2007)
- Arsenij Jacenjuk (21 marzo 2007 - 18 dicembre 2007)
- Volodymyr Ohryzko (18 dicembre 2007 - 3 marzo 2009)
- Petro Porošenko (9 ottobre 2009 - 11 marzo 2010)
- Konstjantyn Hryščenko (11 marzo 2010 - 24 dicembre 2012)
- Leonid Kožara (24 dicembre 2012 - 23 febbraio 2014)
- Andrij Deščycja (27 febbraio 2014 - 19 giugno 2014)
- Pavlo Klimkin (19 giugno 2014 - 29 agosto 2019)
- Vadym Prystajko (29 agosto 2019 - 4 marzo 2020)
- Dmytro Kuleba (4 marzo 2020 - 5 settembre 2024)
- Andrij Sybiha (dal 5 settembre 2024)